# محمد یکم سلجوقی
محمد یکم که با نام غیاث‌الدین محمد و تَپَر نیز شناخته می‌شود، فرزند سلطان سلجوقی، ملکشاه یکم بود. وی برادر برکیارق بود و بعد از مرگ برادرش به حکومت رسید. در دوران ۱۳ سال حکومت سلطان محمدبن ملکشاه (۴۹۸–۵۱۱ ه‍.ق) وی در پی حل مشکلاتی بود که در بین وی و برادرش بود. همچنین، در این زمان که وی به پادشاهی رسید، به سرکوب اسماعیلیان و فتح نعمانیه پرداخت. در دوران سلطان محمد، پیشرفت‌هایی در علوم ادبی و اقتصادی حاصل شد، و همچنین در زمینهٔ دینی به سرکوب مخالفان دینی پرداخت. در این زمان از کمک‌های سلطان سنجر در خراسان در قلمرو سلجوقیان نیز باید یاد کرد.
مناسبات سلطان محمد با خلیفه دوستانه بود. دورانی که سلطان محمد به پادشاهی رسید وی فرصت یافت به دفع مهاجمان، حل مشکلات داخلی و سرکوب اسماعیلیان بپردازد.

## نبردهای برکیارق و محمد، آغاز آشفتگی در فرمانروایی سلجوقیان بزرگ
طبق منابع گفته شده که امیرانر، که توسط برکیارق فرماندار فارس شده بود، مسئول مبارزه با مردان شبانکاره که بر فارس چیره شده بودند، بود. اما وی شکست خورد و به اصفهان برگشت. در این هنگام مویدالملک بن نظام الملک که از وزارت برکیارق، برکنار شده بود، امیرانر را به رویارویی و عصیان علیه برکیارق تشویق می‌کرد؛ اما وی به دست یک غلام ترک کشته شد و قیام وی درهم شکست.
به همین دلیل مویدالملک به گنجه رفت و محمد برادر برکیارق را به طمع گرفتن تاج و تخت سلطنت افکند. محمدبن ملکشاه مویدالملک را به وزارت خود گماشت، برای مقابله با برادرش در شوال سال ۴۹۲ قمری قلمرو خود را ترک کرد. از طرف دیگر پس از ورود برکیارق به ری وزیرش عزالملک و سردار بزرگ امیرینال بن انوشتگین به وی پیوستند. از طرف دیگر وقتی برکیارق از رفتن محمد به ری آگاهی یافت به اصفهان رهسپار شد اما به دلیل اینکه از ورود وی به اصفهان پیشگیری شد او به خوزستان رهسپار شد. از سوی دیگرمحمد در ذیقعده (۴۹۲) به ری وارد گردید. در ری موید الملک به زبیده خاتون مادر برکیارق دست یافت و او را درقلعه زندانی کرد و بعد به دستور سلطان محمد خفه و کشته شد. حمایت از محمد درمیان امرای ترک عراق در جزیره افزایش یافت و رجالی چون کربوقا، امیر موصول و چکرمش صاحب جزیره ابن عمر به یاری وی برخاستند، در کردستان سرخاب بن بدر نیز به وی پیوست و در بغداد گوهرآیین ترتیبی داد که خطبه به نام وی (محمد) کنند. اختلافاتی که ببین برکیارق و محمد به وجود آمد، باعث شروع نبردهای پنج‌گانه شد.

### نخستین نبرد برکیارق و محمد
از نبردهای پنج‌گانه بین برکیارق و برادرش در سال ۴۹۳ ه‍.ق در چند فرسخی همدان رخ داد. در این نبرد گوهرآئین که درخدمت سلطان محمد بود به برکیارق پیوست و همچنین سعدالدوله در معرکه نبرد به قتل رسید، و پیروزی نصیب سلطان محمد شد. ابوالمحاسن دهستانی، وزیر برکیارق به اسارت افتاد اما مورد عفو قرار گرفت و به عنوان عمید بغداد به آن شهر فرستاده شد. وی پس از ورود به بغداد از خلیفه درخواست کرد که به نام سلطان محمد خطبه خوانده شود، در این زمان بار دیگر خطبه به نام سلطان محمد خوانده شد.

### دومین نبرد برکیارق و محمد
سلطان برکیارق پس از شکست از سپاهیان برادرش به ایالت‌های مختلفی نقل مکان کرد و پس از مدتی سرگردانی به خوزستان رفت و از آنجا به عسکرمکرم وارد شد. در آنجا پسران امیر برسق کبیر به او پیوستند. درهمین زمان امیر ایاز با پنج هزار سپاه اسماعیلی که در اختیار داشت به سلطان برکیارق پیوست. درسوم جمادی‌الاول ۴۹۴ برکیارق برای دومین بار با محمد به نبرد پرداخت و در این نبرد سپاه محمد شکست خورد. در این نبرد مویدالملک، وزیر سلطان محمد، به اسارت درآمد و به دست برکیارق به هلاکت رسید. سلطان برکیارق به سوی ری رفت و در آنجا قوم الدوله، کربوقا، نورالدوله و بیس بن صدقه بن مزید به خدمت وی رسیدند.

### سومین نبرد برکیارق و محمد
سلطان محمد پس از شکست از برکیارق به خراسان رفت تا از برادرش سنجر کمک بگیرد، از طرف دیگر سلطان برکیارق به دلیل کمبود مواد غذایی و همچنین بازگشت طرفدارانش به سرزمین‌های خود دچار مشکل شده بود. در سومین نبرد هر دو با نیروهای مساوی در محلی نزدیک رو داد و در برابر هم صف آرایی کردند، اما برخوردی رخ نداد و مقرر شد که محمد دارای لقب ملک باشد و همچنین به نشانهٔ شاهی برای محمد یک نوبت طبل بنوازند و اران و آذربایجان و دیار الجزیره و موصول به وی واگذار شود. در ضمن مقرر شد که بقیه قلمرو سلجوقیان و لقب سلطان از آنِ برکیارق باشد.

### چهارمین نبرد برکیارق و محمد
محمد بن ملکشاه پس از قرارداد صلح به سوی اسدآباد راهی شد و سپس به طرف قزوین رفت و بعد از آنجا به ری رفت. در ری برای وی پنج نوبت کوس نواختند این برخلاف قراردادی بود که بین او و برادرش بسته شده بود. با توجه به اقدامات محمد، سلطان برکیارق آماده نبرد با وی شد، و به سوی ری لشکر کشید، در این نبرد برکیارق نیروهای محمد را تار و مار کرد و خود محمد به جانب اصفهان گریخت
درحالی که محمد دستور داده بود که دیوارهای اطراف کاخ علاءالدوله بن کاکویه را تجدید بنا کنند و خود را در این شهر حصاری کرد. سلطان برکیارق پس از ۹ ماه اصفهان را محاصره کرد اما محمد توانست از اصفهان فرار کند.
محمد تصمیم گرفت که به آذربایجان برود؛ زیرا مودود بن اسماعیل بن یاقوتی از وی دعوت کرده بود. با توجه به کشمکش‌هایی که بین دو طرف روی داد، در بغداد گاه به نام برکیارق و گاه به نام محمد خطبه خوانده می‌شود

### پنجمین نبرد برکیارق و محمد
پس از آنکه محمد بن ملکشاه به آذربایجان رفت، سلطان برکیارق در سال ۴۹۶ق / ۱۱۰۳ م، تصمیم گرفت ضد مودود بن اسماعیل یاقوتی به آنجا لشکرکشی کند. در هر حال در جمادی‌الثانی۴۹۶ در آذربایجان در کنار دروازه شهر خوی، میان سپاه برکیارق و محمد جنگی درگرفت که به شکست سپاه محمد و فرار او انجامید.

## سلطان غیاث‌الدین محمد
سلطان برکیارق در ربیع‌الاول سال ۴۹۸ق. ۱۱۴۰م درگذشت. وی فرزندش را به عنوان جانشین خود انتخاب کرد و همراه اتابکش به بغداد فرستاد و خلیفه نیز به نام او خطبه خواند، در این زمان وقتی سلطان محمد از این موضوع باخبر شد با سایر امرای بزرگ سلجوقی وارد بغداد شد و مورد استقبال قرار گرفت و خطبه به نام وی خوانده شد. بدین ترتیب سلطان محمد برتمام قلمرو سلجوقیان فرمانروایی کرد.

## سلطان محمد و سرکوب اسماعیلیان
در زمان حکومت سلطان محمد بن ملکشاه بر بالای آتشکده اصفهان قلعه یا دژی ساخته شد، که به آن شاه دژ یا قلعه جلالی گفته می‌شود. در زمان جنگ‌های برکیارق و برادرش محمد، اسماعیلیان اصفهان، به رهبری احمد بن عبدالملک آن قلعه یا دژ را تصرف کردند و بدنبال آن قدرت نفوذ آن‌ها در این منطقه افزایش یافت؛ سپس غلبه سلطان محمد بر برادرش اقدام به سرکوب اسماعیلیان کرد. در این زمان گروهی از سپاهیان سلطان محمد به صورت مخفی و پنهان وارد گروه اسماعیلیان شده بودند و با پراکندن شایعاتی مانند تسلط ارسلان بر بغداد قصد داشتند سلطان را از حمله منصرف کنند؛ اما پس از اثبات پوچ بودن این شایعات سلطان محمد آن قلعه را تسخیر کرد. هنگامی که اسماعیلیان در محاصره سلطان محمد بودند در پی مذاکرات با سلطان محمد برآمدند و سرانجام به ترک آنجا و رفتن به قلعه خان لنجان تن دادند. اما در این زمان لنجان به گوش محمد رسید و محمد درصدد برآمد که خان لنجان را تصرف کند. با وجود آن که عده‌ای از اسماعیلیان با وی عهد بسته بودند که قلعه خان لنجان را به او واگذار کنند، اما رهبر آنان ابن عطاش از واگذاری بخش‌هایی از قلعه مخالفت کرد. سرانجام پس از نبردهایی که صورت گرفت ابن عطاش به اسارت درآمد و همراه با پسرش کشته شد. سلطان محمد بعد از سرکوب اسماعیلیان، تصمیم گرفت قلعه الموت را نیز تسخیر کند، اما هنگامی که گروهی از سپاهیان خود را به آنجا فرستاد، سلطان محمد از دنیا رفت و لشکریان وی پراکنده شدند «هرکه دژ کوه بدر اصفهان دیده باشد داند که آن پادشاه در دفع و فتح آن قلعه چه رنج‌ها دیده و چه سختی کشیده»

## فتح نعمانیه
یکی از وقایع مهم زمان حکومت سلطان محمد نبرد او با سیف الدوله صدقه بن منصور بن دبیس مزید اسدی بود. سیف‌الله یکی از فرماندهان عرب و فرمانروای شهر حله و فردی شیعه مذهب بود. وی از جمله کسانی بود که در زمان نبردهای برکیارق و محمد کمک‌هایی در زمینه نظامی به محمد کرد، و سلطان محمد نیز در عوضِ کمک‌های او پس از رسیدن به قدرت سرزمین‌هایی را به حوزه نفوذ او افزود؛ از جمله سرزمین واسط. سلطان محمد هم چنین به صدقه اجازه داد که بصره را به تصرف خود درآورد. این مناسبات دوستانه بر اثر سخن چینی‌های فردی به نام عمید ابوجعفر محمد بلخی ضد سیف الدوله صدقه موجب بدبینی و بدگمانی سلطان محمد به وی شد. سیف الدوله به اتهام نیرومندی بیش از حد و گستاخی در برابر سلطان و دادن پناهندگی به کسانی که مورد خشم و تعقیب سلطان بودند، قرارگرفت. در این زمان پناهندگی ابودلف سرخاب بن کیخسرو به سیف الدوله موجب افزایش این دشمنی شد و این موضوع و مسائلی دیگر سرانجام سلطان محمد را به لشکرکشی به سوی عرق برای سرکوب سیف الدوله برانگیخت. صدقه تحت تأثیر فرمانده سپاهش (سعید بن حمید) تصمیم به مبارزه با سلطان محمد گرفت، صدقه به درخواست خلیفه برای میانجگری پاسخ روشنی نداد، با این مقدمات، سلطان محمد در ربیع‌الثانی۵۰۱ به بغداد رسید. به این ترتیب رویارویی آنان شروع شد. سلطان محمد امیری بنام محمد بن بوقا ترکمان را به تصرف واسط مأمور کرد، سلطان محمد پس از تسلط، آنجا را به عنوان قسیم الدوله واگذار کرد و محمد بن بوقا را به ادامه هجوم فرمان داد. سرانجام سپاهیان آن دو در سال ۵۰۱ در کنار رود دجله با هم درگیر شدند و نبردی سخت میان آنان رخ داد، سرانجام سیف الدوله به همراه تعدادی از نیروهای نظامی اش کشته شدند و جمعی از بزرگان و طرفداران او اسیر شدند و با توجه به اینکه نبرد در محلی بنام نعمانیه رخ داد به نبرد نعمانیه معروف شد

## دوره سلطان محمد بن ملکشاه

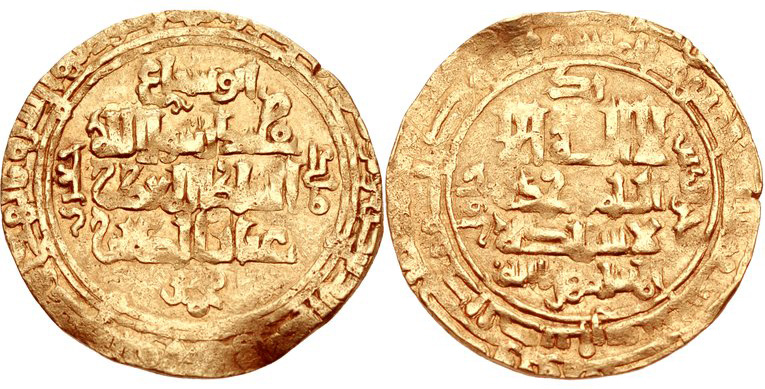
سکه های سلطان محمد اول سلجوقی

### اوضاع مذهبی
سلطان محمد بن ملکشاه (۴۹۹–۵۱۱ ه‍.ق) بعد نبردهای پنج‌گانه و آسودگی از دفع دشمنان داخلی به محاصره قلعه اسماعیلیه اقدام کرد. وزیر سلطان محمد که شیعه امامی بود و لیاقت زیادی در امور داخلی داشت، موجب حسادت رقبای وی شد، و از جانب آنان مورد توطئه قرار گرفت. راوندی، مورخ سنی مذهب متعصبی است. او در مورد سعدالملک اوجی وزیر شیعه مذهب سلطان محمد در ارتباط با اسماعیلیان می‌نویسد: چون محاصره بر اسماعیلیان تنگ شد از سعدالملک کمک خواستند، او پیغام فرستاد «یک هفته صبرکنید و قلعه را از دست مدهید چندان که ما این سگ را از دست برمیگیریم؛ یعنی سلطان را» ولی نقشه‌های وی برملا شد و به قتل رسید. اسماعیلیان برای زنده ماندن، نامه‌ای به سلطان محمد نوشتند و سؤال کردند، (آیا پیروان محمد (ص) اگر در مورد امام اختلافی با دیگر مسلمانان داشته باشند، لازم است سلطان آنان را درپناه گیرد، یا نه؟) نامه در مجلس خوانده شد و تصمیم گرفته شد که مبنا بر سخنی از ابوالحسن علی بن عبدالرحمان سمنجانی که گفت «کشتن آنان واجب نیست و گذاردن آنان به حال مجاز نیست».
سلطان محمد، اسماعیلیان را دشمنانی سرسخت می‌دانست و همچنین فقهای شاخص فتوای قتل آنان راصادر کردند. عبدالملک عطاش؛ از جمله اسماعیلیانی بود که به دست سپاه محمد کشته شد و سلطان محمد به جنگ صباح نیز اقدام کرد ولی مرگ مهلت نداد و سلطان محمد به دیار باقی پیوست. و بار دیگر بر قدرت اسماعیلیان افزوده شد. پس از مرگ سلطان محمد بن ملکشاه، به دلیل رقابت‌های شاهزادگان برای نشستن بر اورنگ پادشاهی، خلیفه شروع به دخالت کردن در امور داخلی آنان کرد و نیروهای نظامی خود را مجهز کرد که بین آنان تفرقه بیندازد. تلاش و دخالت خلفا فقط برای کسب قدرت یا یک نبرد ساده با شاهزادگان سلجوقی نبوده بلکه اوضاع حکومت سلجوقی با ورود دخالت اتابکان موصل و مزیدهای شیعی مذهب حله -که بر بغداد و عراق سلطه داشتند، به این کشمکش‌ها دامن می‌زد و باعث می‌شد که این اوضاع پیچیده‌تر شود.

### اوضاع اقتصادی
اوضاع اقتصادی حکومت سلجوقیان، یک اقتصاد پیشرفته بود که حتی تا دورهٔ بعد یعنی حکومت مغولان هم پابرجا ماند. دورهٔ اول حکومت سلجوقی مردم از آسایش و رفاه بیشتری برخوردار بودند، اما دورهٔ دوم بخاطر جنگ‌ها، تنش‌های سیاسی و کشمکش‌های نظامی موجب آسیب به آسایش و رفاه مردم شد، «همچنین در زمان سلطان محمد بن ملکشاه نیز گرفتن عوارض مالیاتی از تاجران را لغو کرد.» وی مردم عراق را از پرداخت مالیات بر راه‌ها معاف کرد و یک فرمان نوشت. بدین دلیل بازرگانی در آن سرزمین رونق یافت. همچنین گفته شده که دربار وی پر از گَله‌ها و گوسفندان زیادی بوده‌است.

### دیوان‌سالاری و وزارت
وزیران در عهد سلجوقی می‌توانستند در انتخاب یک پادشاه یا براندازی آن، نقش تعیین‌کننده‌ای داشته باشند. وزرا و سایر مأمورین بلندمرتبه از افراد، دیوان‌های مرکزی و ایالتی انتخاب می‌شدند. سعدالملک ابوالمحاسن وزیر محمد بن ملکشاه قبلاً مستوفی او بود و تعداد بیشتری از مأمورین در دیوان از این مقام به مقام وزارت رسیدند. مختص الملک قبل از اینکه وزیر سلطان سنجر شود، زن سلطان محمد و همچنین و مستوفی او بود. ابواسماعیل طغرایی درحالی که سمت «طغرایی» سلطان محمد بن ملکشاه را داشت، در موصل وزیر شاهزاده مسعود شد. وزیر سلطان محمد بن ملکشاه، موید الملک در تحریک کردن وی نسبت به رسیدن حکومت نقش عمده‌ای داشت.

### ازدواج‌های سیاسی
در دوران هرحکومت برای برقراری ارتباط سیاسی اقدام به یک سری از ازدواج‌های سیاسی می‌کنند، که باعث متحد شدن هر حکومت به حکومت دیگر می‌شود. ارسلان شاه یکی از فرمانروایان سلجوقیان کرمان بود، وی با دخترسلطان محمدبن ملکشاه سلجوقی ازدواج کرد. این ازدواج باعث شد که روابط بین سلجوقیان کرمان با سلجوقیان بزرگ بهبود یابد «مناسبات با خلیفه عباسی دوستانه بود و در سال ۵۰۲ ق/ ۱۱۰۸م خلیفه مستظهر با دخترملکشاه، خواهر سلطان محمد، ازدواج کرد» البته در بعضی موارد نتایج ازدواج‌های سیاسی چندان روشن بخش نبود.

### ادبیات
در قلمرو سلجوقیان کتاب‌های ارزشمندی در زمینه‌های مختلف تفسیر و کلام، جغرافیا، تصوف ،... تألیف شده‌است. یکی از کتابهای معتبری که در زمان سلطان محمد سلجوقی توسط فردی بنام ابن تألیف شده‌است، «فارسنامه ابن بلخی» است این کتاب از مأخذ تاریخ ایران پیش از اسلام و نیز جغرافیایی است. در زمان محمد بن ملکشاه شاعرانی مهم می‌زیستند که می‌توان به عنوان مثال انوری را نام برد که در وصف این سلطان قصایدی را سروده‌است و نیز ابن بطوطه و کمال‌الدین اسماعیل و جمال‌الدین عبدالرزاق اصفهانی (پدر و پسر) در این دوران می‌زیستند.